# Ondina Maldonado
Pour les articles homonymes, voir Maldonado.
Ondina Maldonado, née en 1987 à Móstoles, est une chanteuse et actrice espagnole.

## Biographie
Elle est ouvertement bisexuelle et les thèmes de plusieurs de ses chansons en tiennent compte. Elle a eu une relation avec l’actrice Alba Flores.

## Filmographie
- 2006 : Matrimonio con hijos (série télévisée)
- 2013 : Afterparty
- 2014 : Dreamland (es) (série télévisée) : Ondina Maldonado
- 2015 : Cuéntame cómo pasó (série télévisée) : Iris

## Vidéoclips
- Ondina Maldonado apparaît dans le clip Cuanta Gotera du groupe espagnol Forraje dans un duo lesbien amour-haine avec l'actrice Sandra Collantes.